# John James Audubon Bridge (Mississippi River)
Die John James Audubon Bridge ist eine Schrägseilbrücke über den Mississippi River zwischen dem Pointe Coupee Parish und West Feliciana Parish im Bundesstaat Louisiana der USA. Sie führt vier Fahrstreifen des Louisiana Highway 10 und wird vom Louisiana Department of Transportation and Development betrieben. Das durchschnittliche Verkehrsaufkommen lag 2015 bei 3.400 Fahrzeugen täglich. Sie hat mit 482 Metern die zweitlängste Spannweite zwischen den Pylonen einer Schrägseilbrücke in der westlichen Hemisphäre, nach der mexikanischen Baluarte-Brücke mit 520 Metern. Sie ist benannt nach dem US-amerikanischen Ornithologen und Zeichner John James Audubon.

## Geschichte

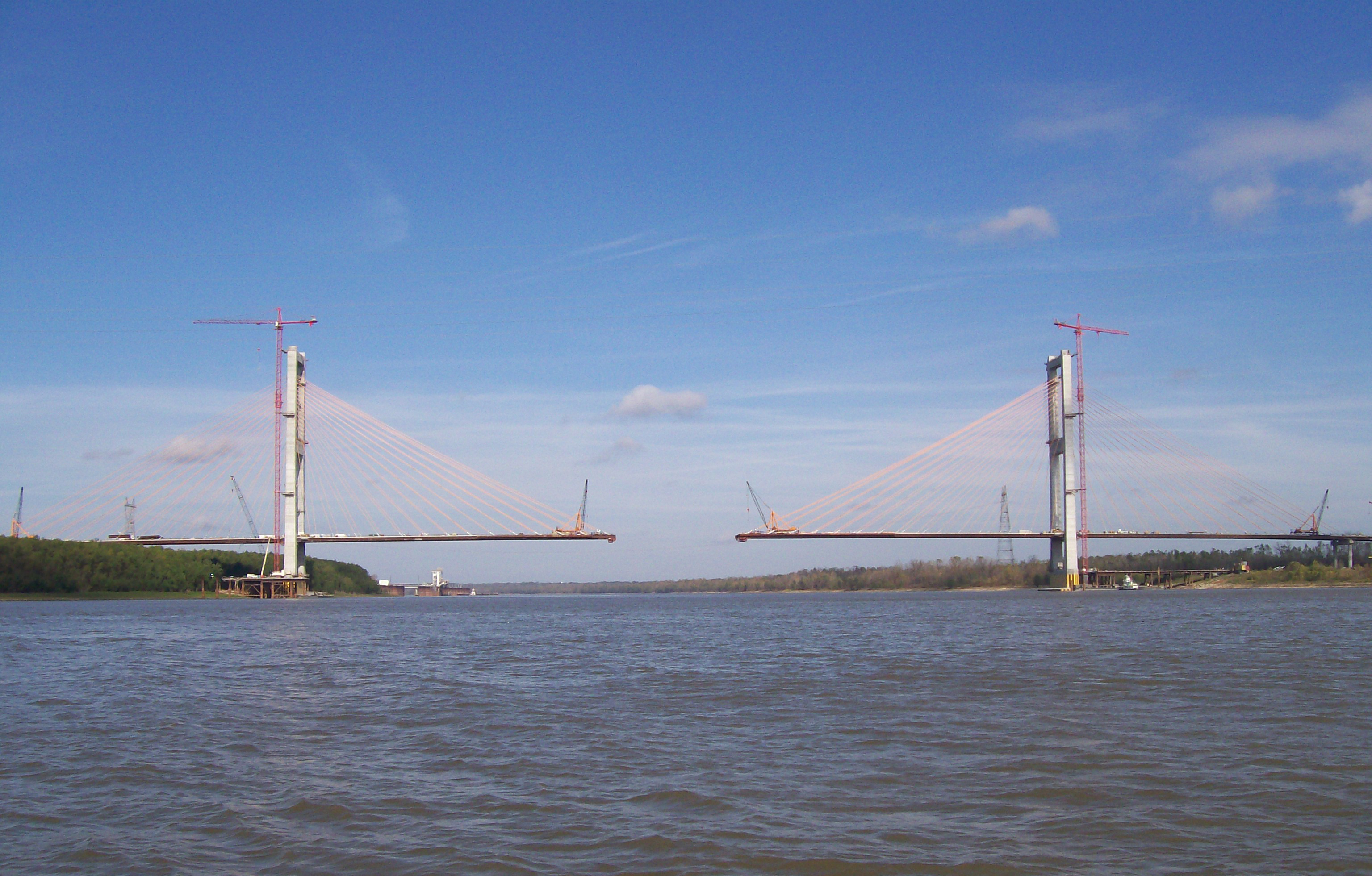
Errichtung des Fahrbahnträgers im Freivorbau, Fortschritt im Dezember 2010.

Die Brücke ersetzte eine flussaufwärts gelegene Fährverbindung in der Nähe von St. Francisville, die 2010 mehr als 700 Fahrzeuge täglich übersetzte. Die Errichtung war Teil des Infrastrukturprogramms TIMED (Transportation Infrastructure Model for Economic Development) des Bundesstaates Louisiana. Das fünf Mrd. US-Dollar umfassende Programm wurde 1989 verabschiedet und sollte ursprünglich eine Laufzeit bis 2004 haben, wurde aber mehrfach verlängert und die Vollendung verzögerte sich durch Hurrikan Katrina und Hurrikan Rita schließlich bis 2016. Neben dem Bau der John James Audubon Bridge beinhaltete es unter anderem die Verbreiterung der Huey P. Long Bridge im Jefferson Parish und der Highways Louisianas auf über 800 Kilometern sowie die Modernisierungen und Erweiterungen des Internationalen Flughafens und Hafens von New Orleans.
Das Louisiana Department of Transportation and Development gab im April 2006 den Zuschlag für den Brückenentwurf einschließlich dessen Ausführung (design–build project) an Audubon Bridge Constructors, ein Joint Venture bestehend aus der Flatiron Construction Corp., Granite Construction Company und der Parsons Transportation Group. Die Arbeiten begannen zwei Monate später und waren im Januar 2012 abgeschlossen. Die Brücke wurde allerdings unplanmäßig schon im Mai des Vorjahres für den Verkehr freigegeben, da der Betrieb der ehemaligen Fähre aufgrund der Mississippiflut von 2011 vorzeitig eingestellt werden musste. Das für 2012 prognostizierte Verkehrsaufkommen von 4.000 Fahrzeugen täglich konnte mit knapp 2.900 nicht erreicht werden und lag im Jahr 2015 bei nur 3.400 Fahrzeugen. Bis 2020 wurde mit einer Steigerung auf 6.500 gerechnet und bis 2040 soll das Verkehrsaufkommen auf über 20.000 Fahrzeuge täglich ansteigen. Im Jahr 2022 lag das Verkehrsaufkommen allerdings nur bei 5.200 Fahrzeugen täglich.

## Beschreibung

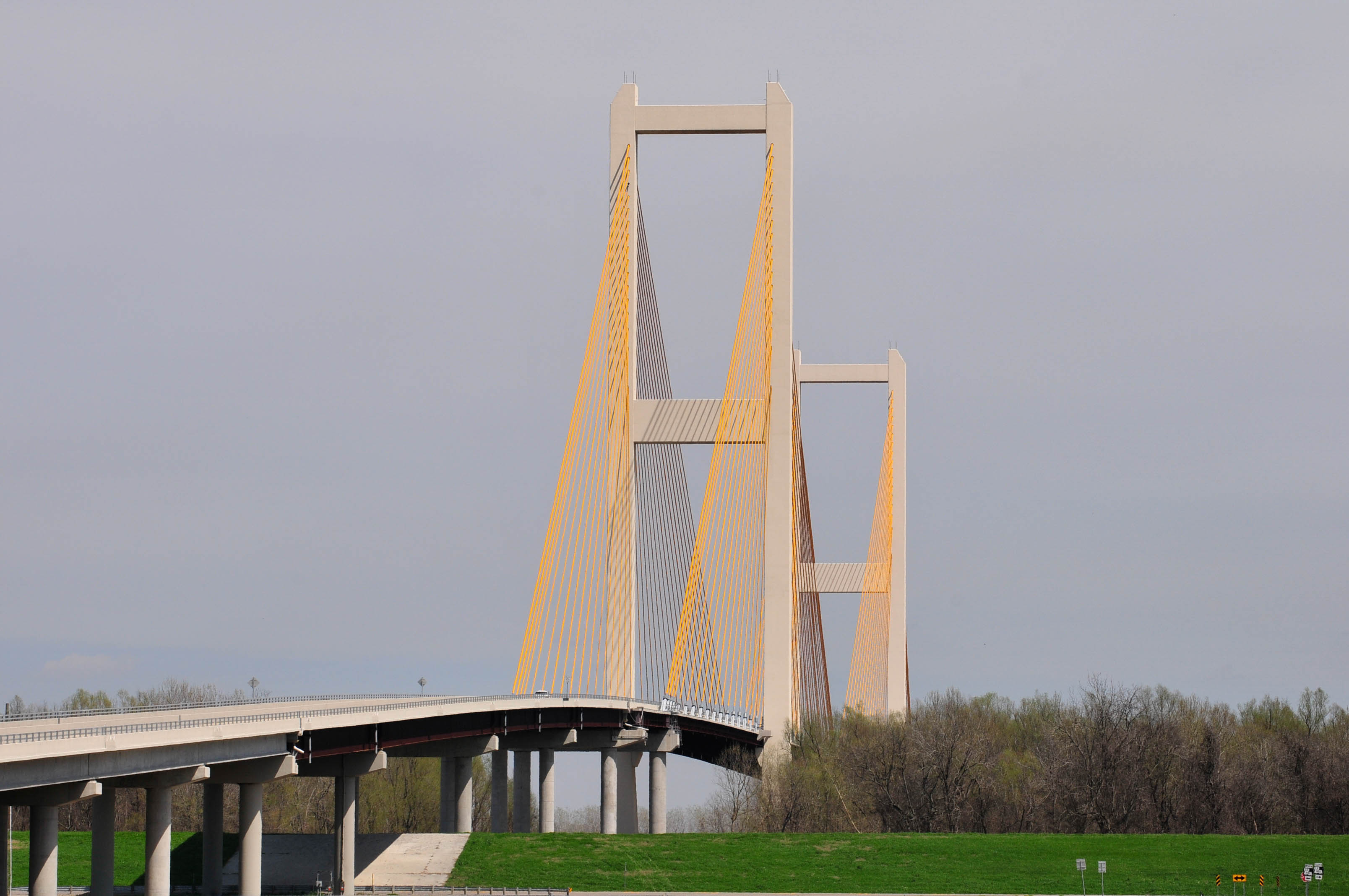
Auffahrt auf die Brücke nach Osten.

Zentrales Element der 3.661 m langen Brücke ist die zweihüftige Schrägseilbrücke (971 m) mit einer Spannweite von 482 m zwischen den zwei H-Pylonen aus Stahlbeton. Diese besitzen eine Höhe von 158,5 m von der Fundamentunterkante und sind über 50 m tief im Flussbett mittels Pfahlgründung verankert. Dazu wurden je 21 Stahlrohre mit 2,4 m Durchmesser in den Boden gebohrt, mit Beton verfüllt und in die jeweiligen Fundamente integriert. Der 22 m breite Fahrbahnträger ist als Stahlvollwandträger mit einer 24 cm dicken Fahrbahn aus Stahlbeton ausgeführt und wird von 136 Kabeln getragen, die an den Pylonen im Fächersystem angeordnet sind.
Die Kabel sind vom Typ SSI 2000 des Schweizer Herstellers VSL International und bestehen je nach Länge aus 21–69 Drahtseilen, die in einem Polyethylenrohr zusammengefasst sind. Die äußersten und längsten Kabel haben eine Länge von 253 m. Die ebenfalls kunststoffummantelten Drahtseile gliedern sich wiederum in Litzen von circa 1,5 cm Durchmesser, aufgebaut aus jeweils sieben Stahldrähten.
An die Schrägseilbrücke schließen sich die Zufahrten aus einer Vielzahl von Balkenbrücken an. In Richtung Westen nach New Roads haben diese eine Gesamtlänge von 623 m und in Richtung Osten von 2.067 m. Zu dem fast 25 km langen Bauprojekt gehörte auch die Anbindung an den Louisiana Highway 1 und den U.S. Highway 61, einschließlich der Straßen und sieben weiterer kleinerer Brücken, wobei die Gesamtlänge aller Brückenabschnitte 3.927 m beträgt.